# Oberrealschule

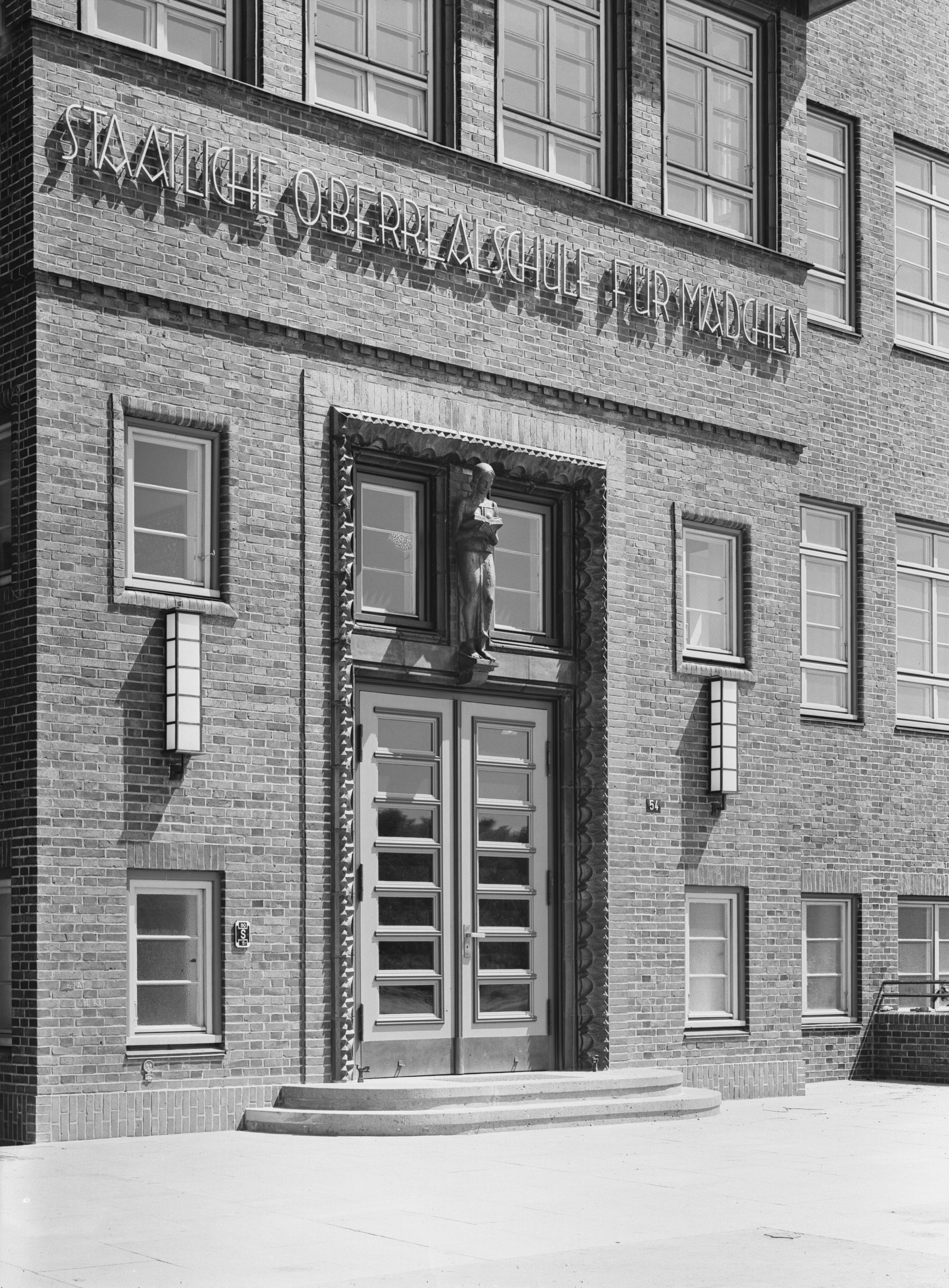
Oberrealschule für Mädchen in Hamburg-Hamm (Foto von 1929)

Die Oberrealschule war eine historische weiterführende Schulform in Deutschland, Österreich und der Schweiz, die im letzten Drittel des 19. Jahrhunderts als Alternative zu den humanistischen (altsprachlichen) Gymnasien entstanden war. Die meisten Oberrealschulen gingen aus Realschulen oder Gewerbeschulen hervor und waren in der Regel neunklassig (5. bis 13. Klasse). Verkürzte Formen ohne Oberstufe hießen meist Realschule oder Höhere Bürgerschule. Im Unterschied zu den humanistischen Gymnasien und Realgymnasien, die in der Regel reine Knabenschulen waren, gab es Oberrealschulen auch für Mädchen, besonders nachdem im Laufe der Weimarer Republik viele höhere Mädchenschulen in Oberrealschulen umgewandelt worden waren.
Die Oberrealschule vermittelte, ähnlich wie das Realgymnasium, vorrangig die sogenannten „Realien“, d. h. moderne Fremdsprachen sowie Mathematik und Naturwissenschaften. Im Unterschied zum Realgymnasium verzichtete die Oberrealschule auch auf Latein als Pflichtfach. Der Abschluss der Oberrealschule berechtigte seit 1882 zum Studium an einer Technischen Hochschule, seit 1891 auch für mathematische, naturwissenschaftliche, bergbauliche und forstwirtschaftliche Studiengänge. Im Jahr 1900 wurden die Abschlüsse aller drei Gymnasialformen grundsätzlich gleichgestellt, allerdings wurden für einzelne Studiengänge wie Theologie, Rechtswissenschaft oder Medizin auch weiterhin ein bestandenes Latinum bzw. Graecum verlangt.
In der Bundesrepublik Deutschland wurden Realgymnasien und Oberrealschulen durch das Hamburger Abkommen 1965 als eigenständige Schulform abgeschafft und bestehende Einrichtungen zumeist in Gymnasien umgewandelt.

## Oberrealschule in verschiedenen Ländern

### Deutschland
| Fach                 | Gymnasium | Realgymnasium | Oberrealschule |
| -------------------- | --------- | ------------- | -------------- |
| Religion             | 19        | 19            | 19             |
| Deutsch              | 21        | 27            | 30             |
| Latein               | 77        | 54            | –              |
| Griechisch           | 40        | –             | –              |
| Französisch          | 21        | 34            | 56             |
| Englisch             | –         | 20            | 26             |
| Geschichte+Geografie | 28        | 30            | 30             |
| Rechnen/Mathematik   | 34        | 44            | 49             |
| Naturbeschreibung    | 10        | 12            | 13             |
| Physik               | 8         | 12            | 14             |
| Chemie               | –         | 6             | 9              |
| Schreiben            | 4         | 4             | 6              |
| Zeichnen             | 6         | 18            | 24             |

Der reformorientierte pietistische Theologe Johann Julius Hecker (1707–1768) entwickelte sein Konzept der „Ökonomisch-Mathematischen Realschule“ im Berlin des Jahres 1747. Die Bildungsreformen Wilhelm von Humboldts waren in der Praxis gegen die Realschulen gerichtet (vgl. Königsberger Schulplan), doch wurden 1832 die Abschlüsse der Realschule in Preußen als Berechtigung zu mittleren Laufbahnen anerkannt. Damit waren diese rechtlich zwischen Gymnasium und Volksschule angesiedelt. Die wenigen Einrichtungen konnten aber den Bildungsbedarf des Bürgertums nicht befriedigen, so dass bald neue Bürgerschulen entstanden. Aus ihnen entwickelte sich 1859 die zum höheren Bildungswesen gehörende „Realschule 1. Ordnung“. Die Ausbildungsziele der Oberrealschulen, in Preußen seit 1882 genehmigte lateinlose neunjährige Schulen, gehen auf Vorstellungen des preußischen Staatsrats Christian Peter Wilhelm Beuth zurück. Mit deren Reifezeugnis konnte man studieren wie mit dem des Realgymnasiums mit grundständigem Latein.
Die Absolventen der preußischen Oberrealschulen durften Mathematik und neue Sprachen für das höhere Lehramt an Realschulen studieren. Daneben berechtigte das Reifezeugnis einer Oberrealschule zum Studium aller naturwissenschaftlichen und technischen Fächer, nach der Juni-Konferenz 1900 entfiel diese Studienfachbeschränkung (außer für Theologie). Die neunklassige Oberrealschule umfasste inklusive der vier Jahre Grundschul-Zeit eine Gesamtschulzeit von 13 Jahren bis zum Abitur.
Aufgrund des Hamburger Abkommens mussten alle deutschen Oberrealschulen bis 1965 in „Gymnasien“ umbenannt werden. Während sich die ursprüngliche Oberrealschule auf die mathematisch-naturwissenschaftliche Ausbildung konzentrierte, integrierte sie ab 1965 auch zunehmend neusprachliche Ausbildungswege im Gymnasium.

#### Historische Beispiele und Schulchroniken
- 1808 Realschule Ansbach mit zwei Jahrgangsstufen[6]
  - 1816 Höhere Bürgerschule Ansbach
  - 1833 Landwirtschafts- und Gewerbeschule Ansbach
  - 1877 Realschule mit sechs Jahrgangsstufen
  - 1926–29 Umwandlung zur Oberrealschule Ansbach
  - 1965 Umbenennung Platen-Gymnasium Ansbach

- 1817 die sog. „Hauptschule“ als höhere Schule in Bremen[7]
  - 1877 6-klassige Realschule (und/oder 9-klassiges Realgymnasium)
  - 1893 Beginn der Umwandlung zur „Oberrealschule in der Dechanatstraße“ (bis 1905)
  - 1958 Umbenennung Gymnasium an der Parsevalstraße

- 1820 Höhere Bürgerschule Würzburg[8]
  - 1833 Königliche Kreis-Landwirthschafts- und Gewerbeschule zu Würzburg
  - 1877 Königliche Kreis-Realschule (Anm.: zum Trotze verwendete man 1889 weiterhin noch alte Zeugnisformulare[9])
  - 1907 Beginn der Erweiterung zur Königlichen Kreis-Oberrealschule am Sanderring (bis 1910)[10]
  - 1965 Umbenennung Röntgen-Gymnasium Würzburg

- 1832 Königliche Landwirtschafts- und Gewerbeschule zu Aschaffenburg[11]
  - 1877 Königliche Realschule zu Aschaffenburg
  - 1923 Oberrealschule Aschaffenburg
  - 1965 Umbenennung Friedrich-Dessauer-Gymnasium Aschaffenburg

- 1833 Königliche Landwirtschafts- und Gewerbeschule zu Fürth[12]
  - 1877 Königliche Realschule mit Handelsabteilung
  - 1920 Oberrealschule nach Erweiterung der sechsklassigen Realschule
  - 1965 Umbenennung Hardenberg-Gymnasium Fürth

- 1849 Selbständiges Realklassensystem am Gymnasium Andreanum in Hildesheim[13]
  - 1868 Erweiterung der 6-klassigen Realschule zur „Realschule 1. Ordnung“
  - 1883 Abspaltung von Andreanum, nunmehr eigenständig als Königliches Andreas-Realgymnasium (Name seit 1885)
  - 1886 Realschule mit 9-klassigem Realgymnasium
  - 1926 Beginn der Umwandlung zur „Staatl. Andreas-Oberrealschule“ (bis 1929)
  - 1965 Umbenennung Scharnhorstgymnasium Hildesheim

- 1937 Mädchen-Lyzeum Würzburg[14]
  - 1940 8-klassige „Städt. Oberschule für Mädchen“, ab 1941 „Mozart-Schule“
  - 1951 „Mädchenrealgymnasium mit Oberrealschule und Realschule“
  - 1966 Umbenennung Mozart-Gymnasium Würzburg, ab 2001 zusammengelegt mit dem Schönborn-Gymnasium

### Österreich
Die Oberrealschule (auch Ober-Realschule geschrieben) war eine in Österreich mit Verordnung vom 2. März 1851 genehmigte lateinlose neunjährige Schule (davor Gewerbeschule), mit deren Reifezeugnis man ebenso studieren konnte wie mit dem des Realgymnasiums mit grundständigem Latein. Die Oberrealschulen in Österreich hatten die ursprüngliche Bestimmung, ihre Schüler ohne Benutzung der klassischen Sprachen unmittelbar für die technischen Hochschulen vorzubereiten.
Mit dem „Mittelschulgesetz“ von 1927 wurden die Realschulen als achtklassige Schulform neu geregelt, die Unter-Realschule mit einer lebenden Fremdsprache, die Ober-Realschule mit zwei lebenden Fremdsprachen. Durch das unter Bundesminister Heinrich Drimmel umgesetzte „Schulgesetzwerk 1962“ wurden die Realschulen mit den Realgymnasien in Realgymnasien mit naturwissenschaftlichen und mathematischen Zweigen umgewandelt.

### Schweiz
Im Kanton Zürich wurde 1928 die kantonale Industrieschule nach der Anerkennung durch die Eidgenössische Maturitätskommission in Oberrealschule umbenannt. Dieser Begriff wurde aus Deutschland oder Österreich übernommen.
Ein lateinloses mathematisch-naturwissenschaftliches Gymnasium war in der Schweiz eidgenössisch durch die Revision des Maturitäts-Anerkennungsreglements 1925 möglich geworden, in dem die bestehenden Maturitätstypen A und B um diesen dritten Typus C ergänzt worden waren. Die Absolventen der Oberrealschule konnten prüfungsfrei die Eidgenössische-Technische Hochschule (ETH) besuchen, mussten aber für den Übertritt an die Universität für die meisten Fakultäten eine Zusatzprüfung in Latein absolvieren.
Die Oberrealschule führte kein Progymnasium und dauerte deshalb nur 4,5 Jahre. Sie schloss entweder an die Sekundarschule oder an das Progymnasium an.
1968 fiel das Lateinobligatorium für das Medizinstudium. Auf das Schuljahr 1974/75 wurde die Oberrealschule in Mathematisch-Naturwissenschaftliches Gymnasium umbenannt.